# لويز دا سيلفا
لويز دا سيلفا (Beto da Silva) (مواليد 28 ديسمبر 1996)، هو لاعب كرة قدم كان يلعب كمهاجم. يلعب مع منتخب بيرو لكرة القدم منذ عام 2016.

## وصلات خارجية
- لويز دا سيلفا على موقع قاعدة بيانات كرة القدم.إي يو (الإنجليزية)
- لويز دا سيلفا على موقع ناشيونال فوتبول تيمز (الإنجليزية)
- لويز دا سيلفا على موقع Soccerway.com (الإنجليزية)
- لويز دا سيلفا على موقع AS.com (الإسبانية)